# Matías Blasco

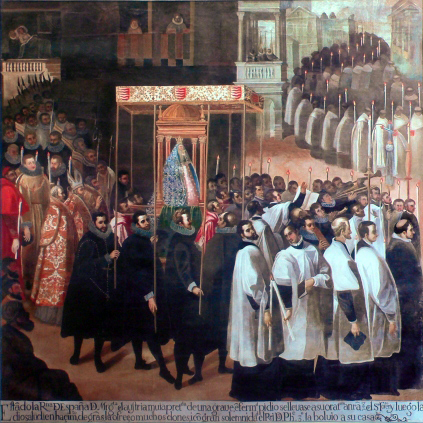
Retorno de Nuestra Señora de San Lorenzo desde el palacio real a su iglesia, noviembre de 1601, Valladolid, Parroquia de San Lorenzo Mártir.

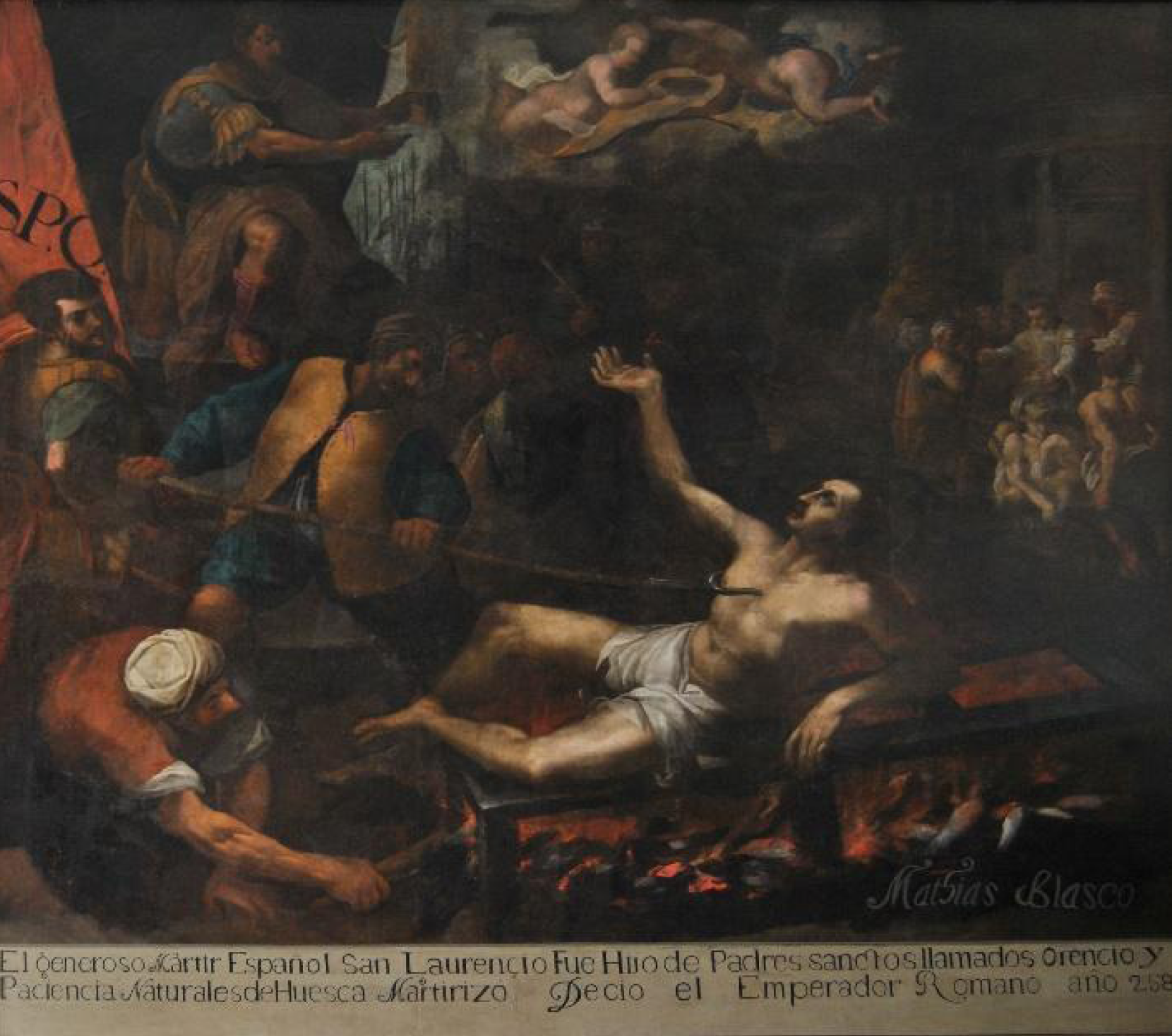
Martirio de San Lorenzo (1621), Valladolid, Parroquia de San Lorenzo Mártir.

Matías Blasco  o  Matías Velasco (f. 1621-1635) fue un pintor barroco español activo en Valladolid. 
Autor de una serie de cuatro cuadros votivos de gran tamaño dedicados a milagros de la Virgen de San Lorenzo, patrona de Valladolid, localizados a los pies del coro de la iglesia de San Lorenzo y de un Martirio de San Lorenzo fechado en 1621, conservado en la sacristía del mismo templo en tiempos de Antonio Ponz, que tachaba de extravagantes todos los retablos y adornos de la iglesia, donde entre lo poco que tenía algo de bueno estaban estas pinturas de Blasco, mal conservadas.
A la firma en uno de esos cuadros votivos y en el del Martirio de san Lorenzo, alguna vez situado en el ático del retablo mayor de su iglesia, únicamente se pueden agregar algunas noticias documentales referidas al pintor, dos de ellas fechadas en 1627, cuando aparece mencionado en el testamento de otro mal conocido pintor, Rafael Albareda, a quien debía dinero, y como tasador de las pinturas de la condesa de Treviana. En 1629 actuó como testigo en el contrato de aprendizaje de José de Pereda, hermano de Antonio de Pereda, firmado por la madre de este con el escultor Francisco Alonso de los Ríos, y dos años después, el 12 de agosto, él mismo recibió como aprendiz al tercero de los hermanos de Pereda, Manuel, quien acabaría abandonando los estudios de pintura para dedicarse a la milicia. Falleció en Valladolid el 21 de octubre de 1635.
A Matías Blasco –o Velasco- se le han atribuido también desde Antonio Palomino dos de los cuadros de las calles laterales del retablo mayor de la iglesia de las Descalzas Reales, atribuidos luego a Santiago Morán.